# Ratibořice (zámek)
Ratibořice jsou zámek v Babiččině údolí severně od České Skalice. Zámek je i s dalšími objekty v údolí chráněn jako národní kulturní památka ve správě Národního památkového ústavu. Údolí Úpy je v úseku mezi Slatinou nad Úpou a Českou Skalicí chráněno také jako národní přírodní památka Babiččino údolí.
Zámek byl založen na počátku osmnáctého století jako letní lovecké sídlo Lorenza Piccolominiho. Dochovaná podoba je výsledkem rozsáhlých úprav provedených po roce 1800 v klasicistním a empírovém stylu. Zámek a Babiččino údolí jsou spojené se spisovatelkou Boženou Němcovou, jejím dílem Babička a postavou paní kněžny, jejíž předlohou se stala vévodkyně Kateřina Vilemína Zaháňská.

## Historie

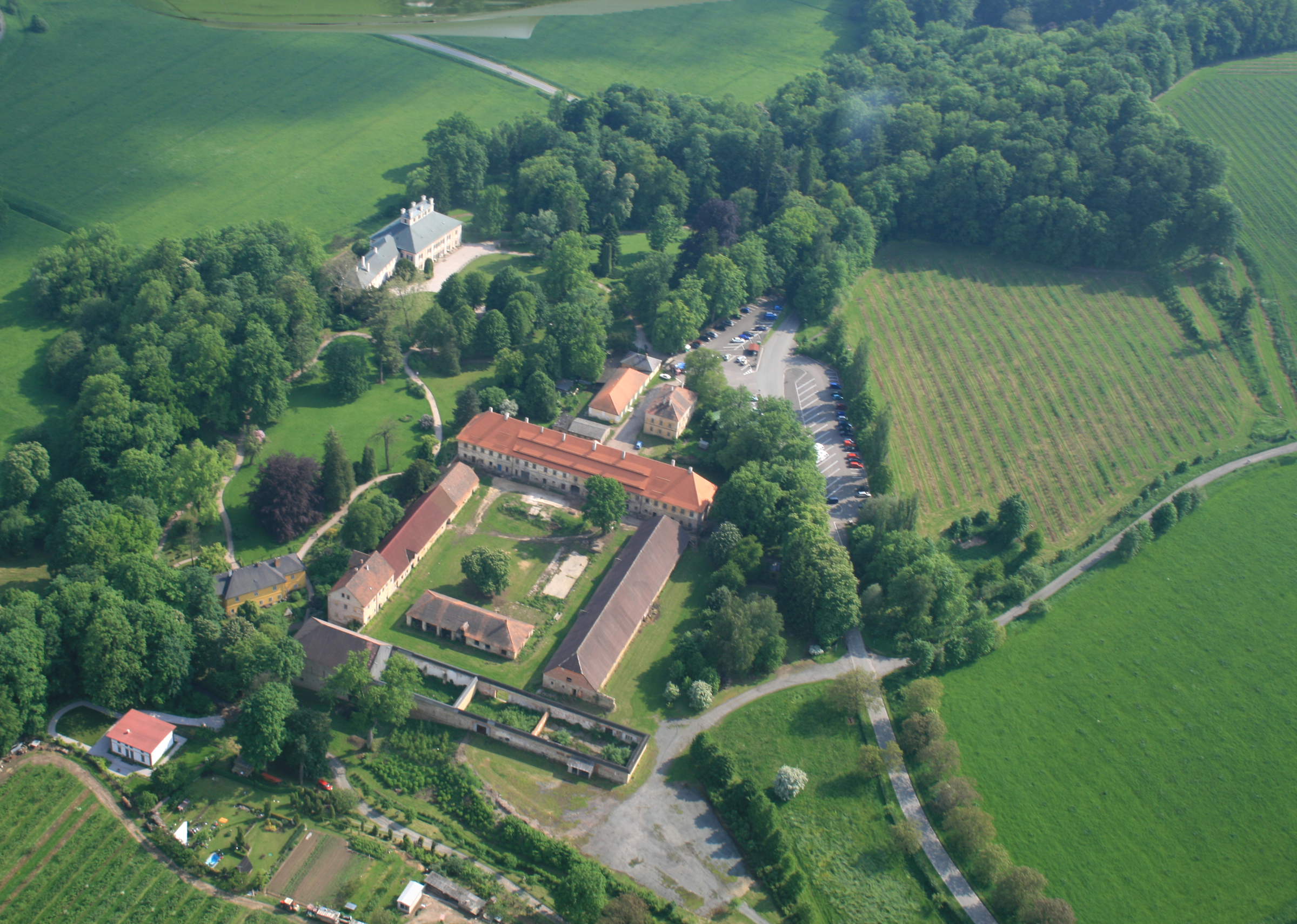
Letecký pohled na zámek s hospodářským dvorem

Panské sídlo je v Ratibořicích listinně doloženo ve 14. století. Tvrz už ke konci 15. století nebyla obývána a v 16. století postupně zpustla. Spolu s Rýzmburkem statek roku 1582 zakoupili Smiřičtí ze Smiřic a připojili jej k náchodskému panství. Po bitvě na Bílé hoře panství získali Trčkové z Lípy, ovšem Adam Erdman Trčka z Lípy byl roku 1634 zavražděn v Chebu spolu se svým švagrem Albrechtem z Valdštejna.
Císař Ferdinand II. téhož roku náchodské panství postoupil knížeti Ottaviu Piccolominimu. Lorenzo Piccolomini si pak v letech 1702–1708 (1705–1708) v Ratibořicích po vzoru italských letohrádků vystavěl barokní zámeček jako letní lovecké sídlo. Lorenzo zemřel už v roce 1712 a na zámku poté sídlily kněžny-vdovy z jeho rodu.
Roku 1792 koupil náchodské panství Petr Biron, vévoda kuronský a zaháňský. Po jeho smrti zdědila Náchod s Ratibořicemi roku 1800 nejstarší dcera Kateřina Vilemína, vévodkyně zaháňská a kuronská (1781–1839). Ratibořice si zvolila za stálé letní sídlo, které v letech 1810–1812 nebo 1825–1826 přebudovala ve stylu klasicismu a empíru. V okolí zámku založila přírodně krajinářský park, postupně rozšiřovaný do dalších částí údolí Úpy. Mezi veřejností získala Kateřina Vilemína Zaháňská proslulost především jako paní kněžna z románu Babička od Boženy Němcové.

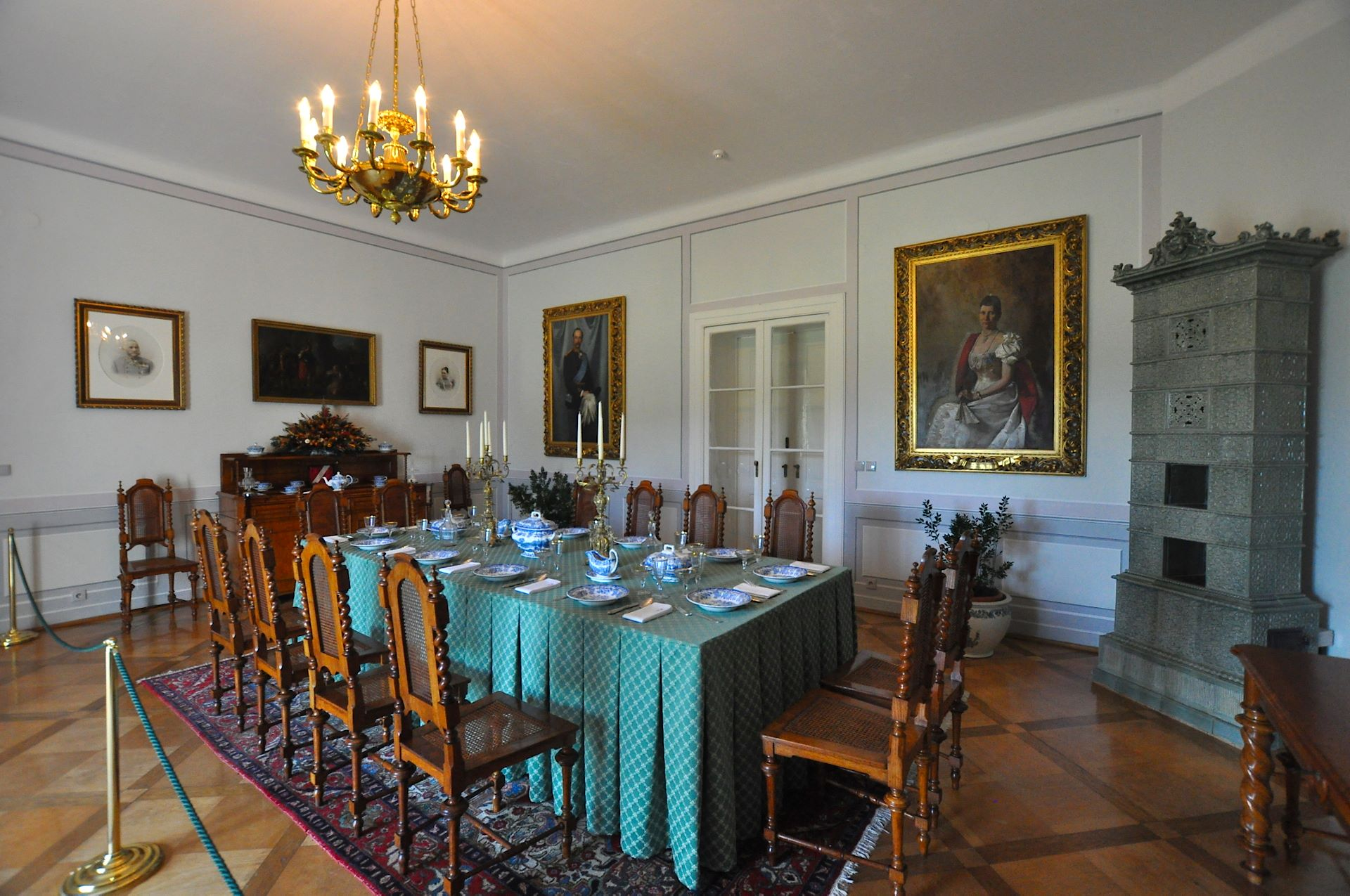
Jídelna

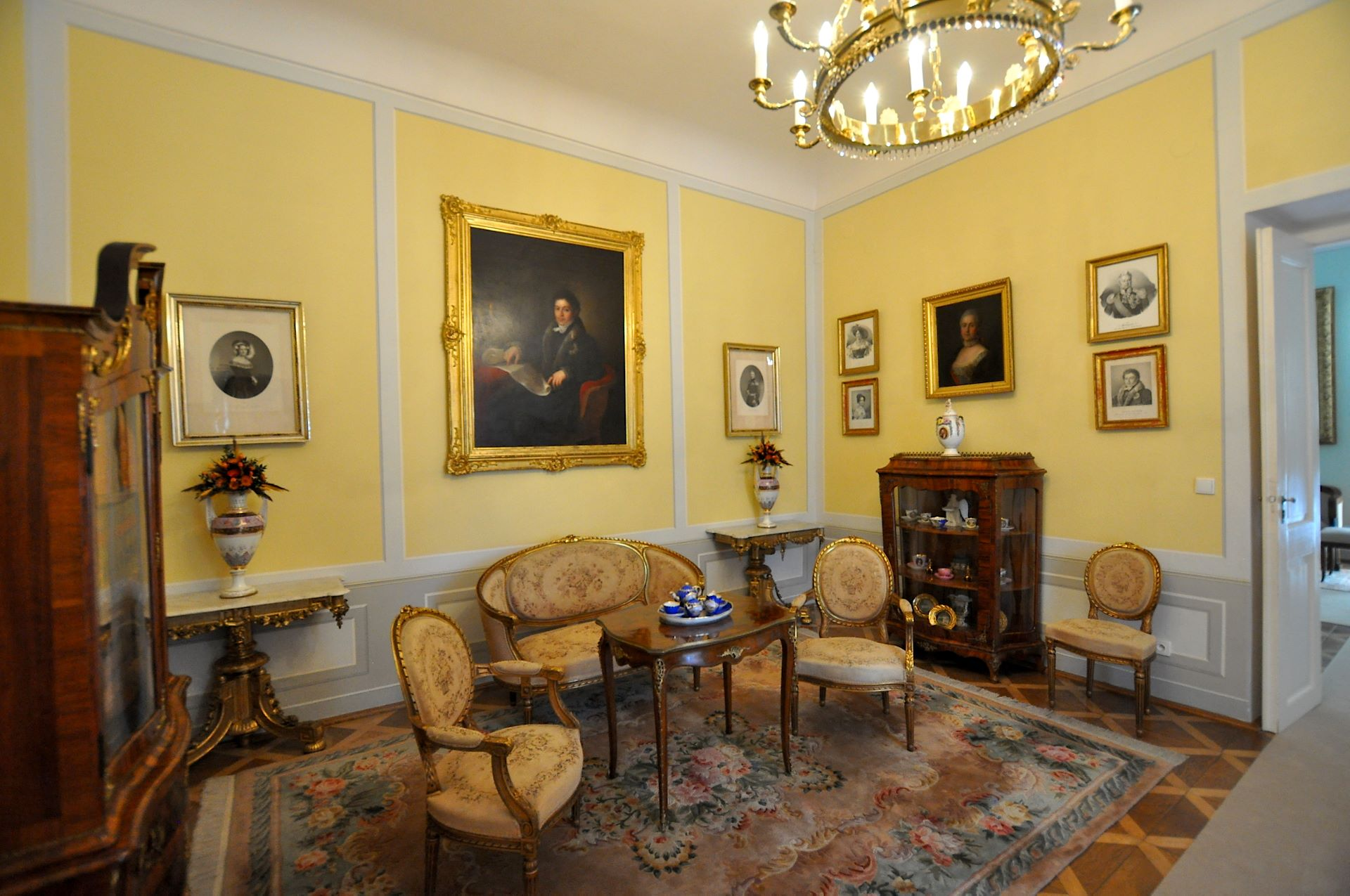
Salon

Po smrti Kateřiny Vilemíny panství odkoupil roku 1840 hrabě Octavian Lippe-Biesterfeld a už roku 1842 kníže Jiří Vilém ze Schaumburg-Lippe. Octavian si však vymínil, že na zámku bude sídlit až do své smrti. Potomkům knížete Jiřího Viléma potom Ratibořice patřily až do zestátnění v roce 1945. Ještě předtím budovu během druhé světové války využívala německá armáda, která její vnitřek zpustošila.
| Rok  | Počet návštěvníků |
| ---- | ----------------- |
| 2015 | 81 212            |
| 2016 | 82 041            |
| 2017 | 69 344            |
| 2018 | 70 197            |

## Stavební podoba
Původní zámek Lorenza Piccolominiho měl prostý obdélníkový půdorys, ale ve druhé polovině 18. století k němu bylo přistavěno dlouhé jednopatrové křídlo. Během přestavby Kateřiny Zaháňské však bylo zcela změněno uspořádání interiéru a z barokní stavby zůstaly jen obvodové zdi. V bočním křídle určeném původně pro služebnictvo byly zřízeny pokoje pro hosty. Po roce 1842 byl zámek přestavěn v novorenesančním slohu, ale pozdější úpravy mu vrátily empírový vzhled.